# Ług (Okczyn)
Ług – część wsi Okczyn w Polsce, położona w województwie lubelskim, w powiecie bialskim, w gminie Kodeń.
W latach 1975–1998 Ług należał administracyjnie do województwa bialskopodlaskiego.